# Operation Giant Lance
Die Operation Giant Lance war eine amerikanische Maßnahme im Kalten Krieg. Sie wurde 1969 während der Präsidentschaft Nixons durchgeführt und sollte zu einem schnellen Ende des Vietnamkriegs beitragen. Die Operation war Teil von Nixons „Madman Strategy“.

## Grund
Präsident Nixon wollte nach amerikanischen Verlusten im Vietnamkrieg diesen schnell beenden. Dies hatte er im Wahlkampf 1968 versprochen und versuchte 1969 dieses Versprechen einzuhalten.

## Ziel
Laut Präsident Nixon würde „Ho Chi Minh nach zwei Tagen persönlich in Paris um Frieden betteln“. Nixon wollte seine Bereitschaft für einen Dritten Weltkrieg unter Beweis stellen und weitere Tote auf Seiten der USA im Vietnamkrieg verhindern.

## Geschehnisse

### Begründung
Nixon befahl die Operation nach eigener Aussage, weil er „den Nord-Vietnamesen zeigen wollte, dass ich einen Punkt erreicht habe, an dem ich alles tun würde, um den Krieg zu beenden.“

### Militärische Manöver
Um die amerikanische Bereitschaft für einen Dritten Weltkrieg unter Beweis zu stellen und damit die Sowjetunion einzuschüchtern, starteten am 10. Oktober 1969 18 mit Nuklearwaffen bestückte B-52 Bomber von der Fairchild Air Force Base im US-Bundesstaat Washington in Richtung Osten. Die Bomber hielten sich drei Tage lang in sowjetischem Luftraum auf. Außerdem gab es militärische Manöver in aller Welt. Zerstörer und Flugzeugträger im Golf von Aden, im Mittelmeer und in der japanischen See vollführten Manöver, die eine Botschaft der Macht und der Entschlossenheit an die Sowjetunion senden sollten.

### Reaktionen
Der sowjetische Botschafter Dobrynin meldete der sowjetischen Führung, dass „Nixon unfähig ist, sich selbst zu kontrollieren.“

### Abbruch
Am 30. Oktober brach Präsident Nixon die Operation ab, ohne eine Veränderung der Machtverhältnisse in Vietnam erreicht zu haben.